# Okap w Kończystej Turni
Okap w Kończystej Turni – jaskinia, a właściwie schronisko, w Dolinie Miętusiej w Tatrach Zachodnich. Wejście do niej położone jest w południowym zboczu Kończystej Turni, w pobliżu Dziury w Kończystej Turni, na wysokości 1153 m n.p.m. Długość jaskini wynosi 10 metrów, a jej deniwelacja 6 metrów.

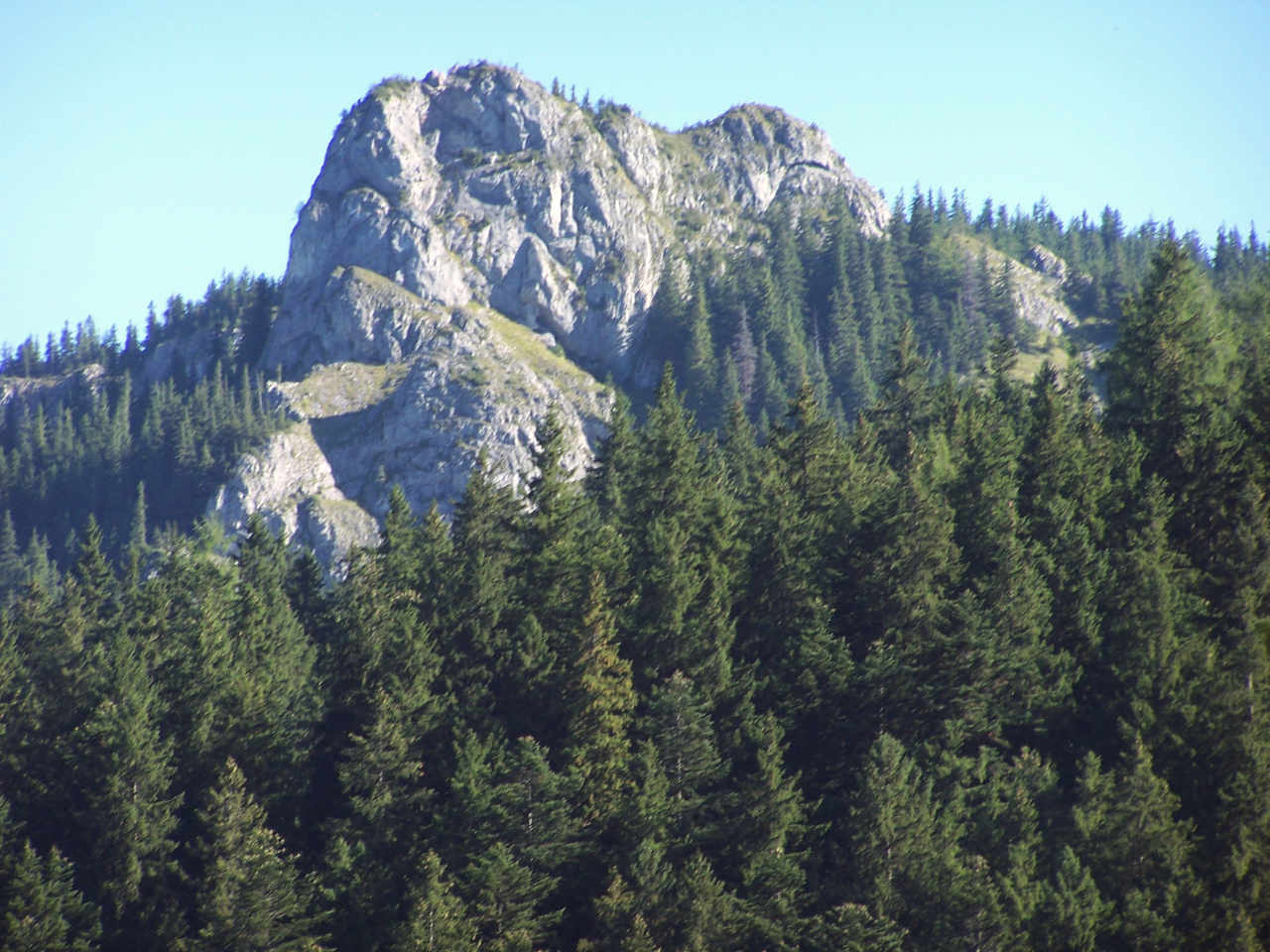
Kończysta Turnia

## Opis jaskini
Jaskinię stanowi wnęka o głębokości do 4 metrów zaczynająca się za okapem o długości 22 metrów. We wnęce znajduje się 3-metrowy kominek.

## Przyroda
W jaskini brak jest nacieków. Jej dno stanowi gleba, którą porasta bujna roślinność.

## Historia odkryć
Jaskinia była znana od dawna. Jej pierwszy plan i opis sporządził J. Grodzicki przy pomocy H. Grodzickiej i M. Grodzickiego w 1984 roku.